# Metastelma ekmanii
Metastelma ekmanii är en oleanderväxtart som beskrevs av Markgraf. Metastelma ekmanii ingår i släktet Metastelma och familjen oleanderväxter. Inga underarter finns listade i Catalogue of Life.